# NHL Entry Draft 1988
L'NHL Entry Draft 1988 è stato il 26º draft della National Hockey League. Si è tenuto l'11 giugno 1988 presso il Forum de Montréal di Montréal.
Dopo un solo anno lontano dal Canada il Draft fece ancora ritorno a Montréal, presso il palazzetto sede delle partite dei Montreal Canadiens. Per la seconda volta nella storia, la prima dopo l'edizione del 1983, la prima scelta assoluta fu di nazionalità statunitense; anche Lawton cinque anni prima fu selezionato dai Minnesota North Stars. Fra i giocatori selezionati ben quattro entrarono a far parte nel corso della loro carriera del Triple Gold Club: i russi Aleksej Gusarov, Valerij Kamenskij, Aleksandr Mogil'nyj e il canadese Rob Blake. Fu inoltre selezionato il primo giocatore di nazionalità italiana, il portiere Mike Rosati. Prima di lui nessuno giocò in NHL dopo aver già vestito la maglia della nazionale azzurra.
I Minnesota North Stars selezionarono il centro statunitense Mike Modano dai Prince Albert Raiders, i Vancouver Canucks invece come seconda scelta puntarono sul centro canadese Trevor Linden, proveniente dai Medicine Hat Tigers, mentre i Quebec Nordiques scelsero in terza posizione il difensore canadese Curtis Leschyshyn dei Portland Winter Hawks. Fra i 252 giocatori selezionati 150 erano attaccanti, 79 erano difensori mentre 23 erano portieri. Dei giocatori scelti 95 giocarono in NHL mentre due entrarono a far parte della Hockey Hall of Fame.

## Turni
|  | = NHL All-Star |  |  | = NHL All-Star e NHL All-Star Team |  |  | = Membro della Hall of Fame |

Legenda delle posizioni

A = Attaccante   AD = Ala destra   AS = Ala sinistra   C = Centro   D = Difensore   P = Portiere

### Primo giro
| #  | Giocatore              | Nazionalità | Squadra NHL                      | Squadra di provenienza              |
| -- | ---------------------- | ----------- | -------------------------------- | ----------------------------------- |
| 1  | Mike Modano (C)        | Stati Uniti | Minnesota North Stars            | Prince Albert Raiders (WHL)         |
| 2  | Trevor Linden (C)      | Canada      | Vancouver Canucks                | Medicine Hat Tigers (WHL)           |
| 3  | Curtis Leschyshyn (D)  | Canada      | Quebec Nordiques                 | Saskatoon Blades (WHL)              |
| 4  | Darrin Shannon (AS)    | Canada      | Pittsburgh Penguins              | Windsor Spitfires (OHL)             |
| 5  | Daniel Doré (AD)       | Canada      | Quebec Nordiques (da NY Rangers) | D.ville Voltigeurs (QMJHL)          |
| 6  | Scott Pearson (AS)     | Canada      | Toronto Maple Leafs              | Kingston Canadians (OHL)            |
| 7  | Martin Gélinas (AS)    | Canada      | Los Angeles Kings                | Hull Olympiques (QMJHL)             |
| 8  | Jeremy Roenick (C)     | Stati Uniti | Chicago Blackhawks               | Thayer Academy (USHS-Massachusetts) |
| 9  | Rod Brind'Amour (C)    | Canada      | St. Louis Blues                  | Notre Dame Hounds (SJHL)            |
| 10 | Teemu Selänne (C)      | Finlandia   | Winnipeg Jets                    | Jokerit (SM-liiga)                  |
| 11 | Chris Govedaris (AS)   | Canada      | Hartford Whalers                 | Toronto Marlboros (OHL)             |
| 12 | Corey Foster (D)       | Canada      | New Jersey Devils                | Peterborough Petes (OHL)            |
| 13 | Joel Savage (AD)       | Canada      | Buffalo Sabres                   | Victoria Cougars (WHL)              |
| 14 | Claude Boivin (AS)     | Canada      | Philadelphia Flyers              | D.ville Voltigeurs (QMJHL)          |
| 15 | Reggie Savage (AD)     | Canada      | Washington Capitals              | Victoriaville Tigres (QMJHL)        |
| 16 | Kevin Cheveldayoff (D) | Canada      | New York Islanders               | Brandon Wheat Kings (WHL)           |
| 17 | Kory Kocur (AD)        | Canada      | Detroit Red Wings                | Saskatoon Blades (WHL)              |
| 18 | Robert Cimetta (AS)    | Canada      | Boston Bruins                    | Toronto Marlboros (OHL)             |
| 19 | François Leroux (D)    | Canada      | Edmonton Oilers                  | Saint-Jean Castors (QMJHL)          |
| 20 | Éric Charron (D)       | Canada      | Montreal Canadiens               | Trois-Rivières Draveurs (QMJHL)     |
| 21 | Jason Muzzatti (P)     | Canada      | Calgary Flames                   | Michigan St. Spartans (CCHA)        |

### Secondo giro
| #  | Giocatore             | Nazionalità | Squadra NHL                                     | Squadra di provenienza                 |
| -- | --------------------- | ----------- | ----------------------------------------------- | -------------------------------------- |
| 22 | Troy Mallette (AS)    | Canada      | New York Rangers (da Minnesota)                 | S.S. Marie Greyhounds (OHL)            |
| 23 | Jeff Christian (AS)   | Canada      | New Jersey Devils (da Vancouver)                | London Knights (OHL)                   |
| 24 | Stéhane Fiset (P)     | Canada      | Quebec Nordiques                                | Victoriaville Tigres (QMJHL)           |
| 25 | Mark Major (AS)       | Canada      | Pittsburgh Penguins                             | North Bay Centennials (OHL)            |
| 26 | Murray Duval (D)      | Canada      | New York Rangers                                | Spokane Chiefs (WHL)                   |
| 27 | Tie Domi (AD)         | Canada      | Toronto Maple Leafs                             | Peterborough Petes (OHL)               |
| 28 | Paul Holden (D)       | Canada      | Los Angeles Kings                               | London Knights (OHL)                   |
| 29 | Wayne Doucet (AS)     | Canada      | New York Islanders (da Chicago)                 | Hamilton Steelhawks (OHL)              |
| 30 | Adrien Plavsic (D)    | Canada      | St. Louis Blues                                 | N. Hampshire Wildcats (Hockey East)    |
| 31 | Russ Romaniuk (AS)    | Canada      | Winnipeg Jets                                   | St. Boniface Saints (MJHL)             |
| 32 | Barry Richter (D)     | Stati Uniti | Hartford Whalers                                | Culver Military Academy (USHS-Indiana) |
| 33 | Leif Rohlin (D)       | Svezia      | Vancouver Canucks (da New Jersey)               | Västerås (Elitserien)                  |
| 34 | Martin St. Amour (AS) | Canada      | Montreal Canadiens (da Buffalo)                 | Verdun Jr. Canadiens (QMJHL)           |
| 35 | Pat Murray (AS)       | Canada      | Philadelphia Flyers                             | Michigan St. Spartans (CCHA)           |
| 36 | Tim Taylor (C)        | Canada      | Washington Capitals                             | London Knights (OHL)                   |
| 37 | Sean LeBrun (AS)      | Canada      | New York Islanders                              | New Westminster Bruins (WHL)           |
| 38 | Serge Anglehart (D)   | Canada      | Detroit Red Wings                               | D.ville Voltigeurs (QMJHL)             |
| 39 | Petro Koivunen (AS)   | Finlandia   | Edmonton Oilers (da Boston)                     | Espoo Blues (SM-liiga)                 |
| 40 | Link Gaetz (D)        | Canada      | Minnesota North Stars (da Edmonton)             | Spokane Chiefs (WHL)                   |
| 41 | Wade Bartley (D)      | Canada      | Washington Capitals (da Montreal via St. Louis) | Dauphin Kings (MJHL)                   |
| 42 | Todd Harkins (C)      | Stati Uniti | Calgary Flames                                  | Miami RedHawks (CCHA)                  |

### Terzo giro
| #  | Giocatore               | Nazionalità    | Squadra NHL                        | Squadra di provenienza                |
| -- | ----------------------- | -------------- | ---------------------------------- | ------------------------------------- |
| 43 | Shaun Kane (D)          | Stati Uniti    | Minnesota North Stars              | Springfield Olympics (EJHL)           |
| 44 | Dane Jackson (AD)       | Stati Uniti    | Vancouver Canucks                  | Vernon Vipers (BCHL)                  |
| 45 | Petri Aaltonen (C)      | Finlandia      | Quebec Nordiques                   | HIFK (SM-liiga)                       |
| 46 | Neil Carnes (C)         | Canada         | Montreal Canadiens (da Pittsburgh) | Verdun Jr. Canadiens (QMJHL)          |
| 47 | Guy Dupuis (D)          | Canada         | Detroit Red Wings (da NY Rangers)  | Hull Olympiques (QMJHL)               |
| 48 | Peter Ing (P)           | Canada         | Toronto Maple Leafs                | Windsor Spitfires (OHL)               |
| 49 | John Van Kessel (AD)    | Canada         | Los Angeles Kings                  | North Bay Centennials (OHL)           |
| 50 | Trevor Dam (AD)         | Canada         | Chicago Blackhawks                 | London Knights (OHL)                  |
| 51 | Rob Fournier (P)        | Canada         | St. Louis Blues                    | North Bay Centennials (OHL)           |
| 52 | Stéphane Beauregard (P) | Canada         | Winnipeg Jets                      | Saint-Jean Castors (QMJHL)            |
| 53 | Trevor Sim (AD)         | Canada         | Edmonton Oilers (da Hartford)      | Seattle Thunderbirds (WHL)            |
| 54 | Zdeno Cíger (AS)        | Cecoslovacchia | New Jersey Devils                  | MHC Martin (Extraliga)                |
| 55 | Darcy Loewen (AS)       | Canada         | Buffalo Sabres                     | Spokane Chiefs (WHL)                  |
| 56 | Craig Fisher (AS)       | Canada         | Philadelphia Flyers                | Oshawa Legionaires (MetJHL)           |
| 57 | Duane Derksen (P)       | Canada         | Washington Capitals                | Winkler Flyers (MJHL)                 |
| 58 | Danny Lorenz (P)        | Canada         | New York Islanders                 | Seattle Thunderbirds (WHL)            |
| 59 | Petr Hrbek (AD)         | Cecoslovacchia | Detroit Red Wings                  | Sparta Praga (Extraliga)              |
| 60 | Steve Heinze (AD)       | Stati Uniti    | Boston Bruins                      | Lawrence Academy (USHS-Massachusetts) |
| 61 | Collin Bauer (D)        | Canada         | Edmonton Oilers                    | Saskatoon Blades (WHL)                |
| 62 | Daniel Gauthier (C)     | Canada         | Pittsburgh Penguins (da Montreal)  | Victoriaville Tigres (QMJHL)          |
| 63 | Dominic Roussel (P)     | Canada         | Philadelphia Flyers (da Calgary)   | Trois-Rivières Draveurs (QMJHL)       |

### Quarto giro
| #  | Giocatore             | Nazionalità | Squadra NHL                                         | Squadra di provenienza                        |
| -- | --------------------- | ----------- | --------------------------------------------------- | --------------------------------------------- |
| 64 | Jeffrey Stolp (P)     | Stati Uniti | Minnesota North Stars (da Minnesota via NY Rangers) | Greenway High School (USHS-Minnesota)         |
| 65 | Matt Ruchty (AS)      | Canada      | New Jersey Devils (da Vancouver)                    | Bowling Green Falcons (CCHA)                  |
| 66 | Darin Kimble (AD)     | Canada      | Quebec Nordiques                                    | Prince Albert Raiders (WHL)                   |
| 67 | Mark Recchi (AD)      | Canada      | Pittsburgh Penguins                                 | Kamloops Blazers (WHL)                        |
| 68 | Tony Amonte (AD)      | Canada      | New York Rangers                                    | Thayer Academy (USHS-Massachusetts)           |
| 69 | Ted Crowley (D)       | Stati Uniti | Toronto Maple Leafs                                 | Lawrence Academy (USHS-Massachusetts)         |
| 70 | Rob Blake (D)         | Canada      | Los Angeles Kings                                   | Bowling Green Falcons (CCHA)                  |
| 71 | Stefan Elvenes (AD)   | Svezia      | Chicago Blackhawks                                  | Rögle (Elitserien)                            |
| 72 | Jaan Luik (D)         | Canada      | St. Louis Blues (da St. Louis via NY Rangers)       | Miami RedHawks (CCHA)                         |
| 73 | Brian Hunt (C)        | Canada      | Winnipeg Jets                                       | Oshawa Generals (OHL)                         |
| 74 | Dean Dyer (C)         | Canada      | Hartford Whalers                                    | Lake Superior S. Lakers (CCHA)                |
| 75 | Scott Luik (AD)       | Canada      | New Jersey Devils                                   | Miami RedHawks (CCHA)                         |
| 76 | Keith Carney (D)      | Stati Uniti | Buffalo Sabres                                      | Mount St. Charles Academy (USHS-Rhode Island) |
| 77 | Scott LaGrand (P)     | Stati Uniti | Philadelphia Flyers                                 | Hotchkiss School (USHS-Connecticut)           |
| 78 | Rob Krauss (D)        | Canada      | Washington Capitals                                 | Lethbridge Hurricanes (WHL)                   |
| 79 | André Brassard (D)    | Canada      | New York Islanders                                  | Trois-Rivières Draveurs (QMJHL)               |
| 80 | Sheldon Kennedy (AD)  | Canada      | Detroit Red Wings                                   | Swift Current Broncos (WHL)                   |
| 81 | Joe Juneau (C)        | Canada      | Boston Bruins                                       | RPI Engineers (ECAC)                          |
| 82 | Cam Brauer (D)        | Canada      | Edmonton Oilers                                     | RPI Engineers (ECAC)                          |
| 83 | Patric Kjellberg (AS) | Svezia      | Montreal Canadiens                                  | Falu IF (Elitserien)                          |
| 84 | Gary Socha (C)        | Stati Uniti | Calgary Flames                                      | Tabor Academy (USHS-Massachusetts)            |

### Quinto giro
| #   | Giocatore                | Nazionalità      | Squadra NHL                               | Squadra di provenienza                        |
| --- | ------------------------ | ---------------- | ----------------------------------------- | --------------------------------------------- |
| 85  | Tomas Forslund (AS)      | Svezia           | Calgary Flames (da Minnesota)             | Leksand (Elitserien)                          |
| 86  | Len Esau (D)             | Canada           | Toronto Maple Leafs (da Vancouver)        | Humboldt Broncos (SJHL)                       |
| 87  | Stephene Venne (D)       | Canada           | Quebec Nordiques                          | Vermont Catamounts (Hockey East)              |
| 88  | Greg Andrusak (D)        | Canada           | Pittsburgh Penguins                       | MN Duluth Bulldogs (WCHA)                     |
| 89  | Aleksandr Mogil'nyj (AD) | Unione Sovietica | Buffalo Sabres (da NY Rangers)            | CSKA Mosca (URSS)                             |
| 90  | Scott Matusovich (D)     | Stati Uniti      | Calgary Flames (da Toronto)               | Canterbury School (USHS-Connecticut)          |
| 91  | Jeff Robison (D)         | Stati Uniti      | Los Angeles Kings                         | Mount St. Charles Academy (USHS-Rhode Island) |
| 92  | Joe Cleary (D)           | Stati Uniti      | Chicago Blackhawks                        | Stratford Cullitons (MetJHL)                  |
| 93  | Peter Popovic (D)        | Svezia           | Montreal Canadiens (da St. Louis)         | Västerås (Elitserien)                         |
| 94  | Tony Joseph (AD)         | Canada           | Winnipeg Jets                             | Oshawa Generals (OHL)                         |
| 95  | Scott Morrow (AS)        | Stati Uniti      | Hartford Whalers                          | Northwood School (USHS-New York)              |
| 96  | Chris Nelson (D)         | Stati Uniti      | New Jersey Devils                         | Rochester Mustangs (USHL)                     |
| 97  | Rob Ray (AD)             | Canada           | Buffalo Sabres                            | Cornwall Royals (OHL)                         |
| 98  | Ed O'Brien (AS)          | Stati Uniti      | Philadelphia Flyers                       | Cushing Academy (USHS-Massachusetts)          |
| 99  | Martin Bergeron (C)      | Canada           | New York Rangers (da Washington)          | D.ville Voltigeurs (QMJHL)                    |
| 100 | Paul Rutherford (C)      | Canada           | New York Islanders                        | Ohio State Buckeyes (CCHA)                    |
| 101 | Benoit LeBeau (AS)       | Canada           | Winnipeg Jets (da Detroit via NY Rangers) | Merrimack Warriors (Hockey East)              |
| 102 | Daniel Murphy (D)        | Stati Uniti      | Boston Bruins                             | The Gunnery (USHS-Connecticut)                |
| 103 | Don Martin (AS)          | Canada           | Edmonton Oilers                           | London Knights (OHL)                          |
| 104 | Jean-Claude Bergeron (P) | Canada           | Montreal Canadiens                        | Verdun Jr. Canadiens (QMJHL)                  |
| 105 | Dave LaCouture (AD)      | Stati Uniti      | St. Louis Blues (da Calgary)              | Tabor Academy (USHS-Massachusetts)            |

### Sesto giro
| #   | Giocatore               | Nazionalità      | Squadra NHL                       | Squadra di provenienza                       |
| --- | ----------------------- | ---------------- | --------------------------------- | -------------------------------------------- |
| 106 | David Di Vita (P)       | Stati Uniti      | Buffalo Sabres (da Minnesota)     | Lake Superior S. Lakers (CCHA)               |
| 107 | Corrie D'Alessio (P)    | Canada           | Vancouver Canucks                 | Cornell Big Red (ECAC)                       |
| 108 | Ed Ward (AD)            | Canada           | Quebec Nordiques                  | Michigan Wolverines (CCHA)                   |
| 109 | Micah Aivazoff (AD)     | Canada           | Los Angeles Kings (da Pittsburgh) | Victoria Cougars (WHL)                       |
| 110 | Dennis Vial (D)         | Canada           | New York Rangers                  | Hamilton Steelhawks (OHL)                    |
| 111 | Pavel Gross (AD)        | Cecoslovacchia   | New York Islanders (da Toronto)   | Sparta Praga (Extraliga)                     |
| 112 | Robert Larsson (D)      | Svezia           | Los Angeles Kings                 | Skellefteå AIK (Elitserien)                  |
| 113 | Justin Lafayette (C)    | Canada           | Chicago Blackhawks                | Ferris State Bulldogs (CCHA)                 |
| 114 | Dan Fowler (D)          | Canada           | St. Louis Blues                   | Maine Black Bears (Hockey East)              |
| 115 | Ronald Jones (AD)       | Stati Uniti      | Winnipeg Jets                     | Windsor Spitfires (OHL)                      |
| 116 | Corey Beaulieu (D)      | Canada           | Hartford Whalers                  | Seattle Thunderbirds (WHL)                   |
| 117 | Chad Johnson (C)        | Stati Uniti      | New Jersey Devils                 | Rochester Mustangs (USHL)                    |
| 118 | Mike McLaughlin (AS)    | Stati Uniti      | Buffalo Sabres                    | Choate Rosemary Hall (USHS-Connecticut)      |
| 119 | Gordie Frantti (D)      | Stati Uniti      | Philadelphia Flyers               | Calumet High School (USHS-Michigan)          |
| 120 | Dmitro Chrystyč (AD)    | Unione Sovietica | Washington Capitals               | Sokol Kiev (URSS)                            |
| 121 | Jason Rathbone (AD)     | Stati Uniti      | New York Islanders                | Brookline High School (USHS-Massachusetts)   |
| 122 | Phil Von Stefenelli (D) | Canada           | Vancouver Canucks (da Detroit)    | Boston U. Terriers (Hockey East)             |
| 123 | Derek Geary (AD)        | Stati Uniti      | Boston Bruins                     | Glouchester High School (USHS-Massachusetts) |
| 124 | Len Barrie (C)          | Canada           | Edmonton Oilers                   | Victoria Cougars (WHL)                       |
| 125 | Patrik Carnbäck (AD)    | Svezia           | Montreal Canadiens                | Västra Frölunda HC (Elitserien)              |
| 126 | Jonas Bergqvist (AD)    | Svezia           | Calgary Flames                    | Leksand (USHS-Massachusetts)                 |

### Settimo giro
| #   | Giocatore              | Nazionalità      | Squadra NHL                     | Squadra di provenienza                     |
| --- | ---------------------- | ---------------- | ------------------------------- | ------------------------------------------ |
| 127 | Markus Åkerblom (AD)   | Svezia           | Winnipeg Jets (da Minnesota)    | IF Björklöven (Elitserien)                 |
| 128 | Dixon Ward (AD)        | Canada           | Vancouver Canucks               | Red Deer Rustlers (AJHL)                   |
| 129 | Valerij Kamenskij (AS) | Unione Sovietica | Quebec Nordiques                | CSKA Mosca (URSS)                          |
| 130 | Troy Mick (D)          | Canada           | Pittsburgh Penguins             | Portland Winterhawks (WHL)                 |
| 131 | Mike Rosati (P)        | Canada           | New York Rangers                | Hamilton Steelhawks (OHL)                  |
| 132 | Matt Mallgrave (C)     | Stati Uniti      | Toronto Maple Leafs             | St. Paul's School (USHS-New Hampshire)     |
| 133 | Jeff Kruesel (AD)      | Stati Uniti      | Los Angeles Kings               | John Marshall High School (USHS-Minnesota) |
| 134 | Craig Woodcroft (C)    | Stati Uniti      | Chicago Blackhawks              | Colgate Raiders (ECAC)                     |
| 135 | Matt Hayes (D)         | Stati Uniti      | St. Louis Blues                 | New Hampton School (USHS-New Hampshire)    |
| 136 | Jukka Marttila (D)     | Finlandia        | Winnipeg Jets                   | Tappara (SM-liiga)                         |
| 137 | Kerry Russell (C)      | Canada           | Hartford Whalers                | Michigan St. Spartans (CCHA)               |
| 138 | Chad Erickson (P)      | Stati Uniti      | New Jersey Devils               | Warroad High School (USHS-Minnesota)       |
| 139 | Mike Griffith (AD)     | Canada           | Buffalo Sabres                  | Ottawa 67's (OHL)                          |
| 140 | Jamie Cooke (AD)       | Canada           | Philadelphia Flyers             | Bramalea Blues (MetJHL)                    |
| 141 | Keith Jones (AD)       | Canada           | Washington Capitals             | Niagara Falls Canucks (NDJBHL)             |
| 142 | Yves Gaucher (AS)      | Canada           | New York Islanders              | Chic. Saguenéens (QMJHL)                   |
| 143 | Kelly Hurd (AD)        | Canada           | Detroit Red Wings               | Michigan Tech Huskies (WCHA)               |
| 144 | Brad Schlegel (D)      | Canada           | Washington Capitals (da Boston) | London Knights (OHL)                       |
| 145 | Mike Glover (AD)       | Canada           | Edmonton Oilers                 | S.S. Marie Greyhounds (OHL)                |
| 146 | Tim Chase (D)          | Stati Uniti      | Montreal Canadiens              | Tabor Academy (USHS-Massachusetts)         |
| 147 | Stefan Nilsson (C)     | Svezia           | Calgary Flames                  | HV71 (Elitserien)                          |

### Ottavo giro
| #   | Giocatore           | Nazionalità | Squadra NHL           | Squadra di provenienza                        |
| --- | ------------------- | ----------- | --------------------- | --------------------------------------------- |
| 148 | Ken McArthur (D)    | Canada      | Minnesota North Stars | Denver Pioneers (WCHA)                        |
| 149 | Greg Geldart (C)    | Canada      | Vancouver Canucks     | St. Albert Saints (AJHL)                      |
| 150 | Sakari Lindfors (P) | Finlandia   | Quebec Nordiques      | HIFK (SM-liiga)                               |
| 151 | Jeff Blaeser (AS)   | Stati Uniti | Pittsburgh Penguins   | St. John's Prep (USHS-Massachusetts)          |
| 152 | Eric Couvrette (AS) | Canada      | New York Rangers      | Saint-Jean Castors (QMJHL)                    |
| 153 | Roger Elvenes (C)   | Svezia      | Toronto Maple Leafs   | Rögle (Elitserien)                            |
| 154 | Timo Peltomaa (AD)  | Finlandia   | Los Angeles Kings     | Ilves (SM-liiga)                              |
| 155 | Jon Pojar (AS)      | Stati Uniti | Chicago Blackhawks    | Roseville High School (USHS-Minnesota)        |
| 156 | John McCoy (AS)     | Stati Uniti | St. Louis Blues       | Edina High School (USHS-Minnesota)            |
| 157 | Mark Smith (AS)     | Stati Uniti | Winnipeg Jets         | Trinity High School (USHS-Ohio)               |
| 158 | Jim Burke (D)       | Stati Uniti | Hartford Whalers      | Maine Black Bears (Hockey East)               |
| 159 | Brian LaFort (P)    | Stati Uniti | New Jersey Devils     | Waltham High School (USHS-Massachusetts)      |
| 160 | Dan Ruoho (AS)      | Stati Uniti | Buffalo Sabres        | Madison Memorial High School (USHS-Wisconsin) |
| 162 | Johann Salle (D)    | Svezia      | Philadelphia Flyers   | Malmö (Elitserien)                            |
| 162 | Todd Hilditch (D)   | Canada      | Washington Capitals   | Penticton Vees (BCHL)                         |
| 163 | Marty McInnis (AS)  | Stati Uniti | New York Islanders    | Milton Academy (USHS-Massachusetts)           |
| 164 | Brian McCormack (D) | Stati Uniti | Detroit Red Wings     | St. Paul's School (USHS-New Hampshire)        |
| 165 | Mark Krys (D)       | Canada      | Boston Bruins         | Boston U. Terriers (Hockey East)              |
| 166 | Shjon Podein (AS)   | Stati Uniti | Edmonton Oilers       | MN Duluth Bulldogs (WCHA)                     |
| 167 | Sean Hill (D)       | Stati Uniti | Montreal Canadiens    | Duluth East High School (USHS-Minnesota)      |
| 168 | Troy Kennedy (AS)   | Canada      | Calgary Flames        | Brandon Wheat Kings (WHL)                     |

### Nono giro
| #   | Giocatore           | Nazionalità      | Squadra NHL           | Squadra di provenienza                            |
| --- | ------------------- | ---------------- | --------------------- | ------------------------------------------------- |
| 169 | Travis Richards (D) | Stati Uniti      | Minnesota North Stars | Armstrong High School (USHS-Minnesota)            |
| 170 | Roger Åkerström (D) | Svezia           | Vancouver Canucks     | Luleå (Elitserien)                                |
| 171 | Dan Wiebe (AS)      | Canada           | Quebec Nordiques      | University of Alberta (CIAU)                      |
| 172 | Rob Gaudreau (AD)   | Stati Uniti      | Pittsburgh Penguins   | Bishop Hendricken High School (USHS-Rhode Island) |
| 173 | Patrick Forrest (D) | Stati Uniti      | New York Rangers      | St. Cloud State Huskies (WCHA)                    |
| 174 | Mike DeLay (D)      | Stati Uniti      | Toronto Maple Leafs   | Canterbury School (USHS-Connecticut)              |
| 175 | Jim Larkin (AS)     | Stati Uniti      | Los Angeles Kings     | Mount St. Joseph School (USHS-Vermont)            |
| 176 | Matt Hentges (D)    | Stati Uniti      | Chicago Blackhawks    | Edina High School (USHS-Minnesota)                |
| 177 | Tony Twist (AS)     | Canada           | St. Louis Blues       | Saskatoon Blades (WHL)                            |
| 178 | Mike Helber (C)     | Stati Uniti      | Winnipeg Jets         | Ann Arbor High School (USHS-Michigan)             |
| 179 | Mark Hirth (C)      | Stati Uniti      | Hartford Whalers      | Michigan St. Spartans (CCHA)                      |
| 180 | Sergej Sveltov (AD) | Unione Sovietica | New Jersey Devils     | Dinamo Mosca (URSS)                               |
| 181 | Wade Flaherty (P)   | Canada           | Buffalo Sabres        | Victoria Cougars (WHL)                            |
| 182 | Brian Arthur (D)    | Canada           | Philadelphia Flyers   | Etobicoke Capitals (CJBHL)                        |
| 183 | Petr Pavlas (D)     | Cecoslovacchia   | Washington Capitals   | Dukla Trenčín (Extraliga)                         |
| 184 | Jeff Blumer (AD)    | Stati Uniti      | New York Islanders    | University of St. Thomas (NCAA)                   |
| 185 | Jody Praznik (D)    | Canada           | Detroit Red Wings     | Colorado C. Tigers (WCHA)                         |
| 186 | Jon Rohloff (D)     | Stati Uniti      | Boston Bruins         | Grand Rapids High School (USHS-Michigan)          |
| 187 | Tim Cole (P)        | Stati Uniti      | Edmonton Oilers       | Woburn High School (USHS-Massachusetts)           |
| 188 | Harijs Vītoliņš (C) | Unione Sovietica | Montreal Canadiens    | Pardaugava Riga (URSS)                            |
| 189 | Brett Peterson (D)  | Stati Uniti      | Calgary Flames        | St. Paul Vulcans (USHL)                           |

### Decimo giro
| #   | Giocatore             | Nazionalità      | Squadra NHL                     | Squadra di provenienza                      |
| --- | --------------------- | ---------------- | ------------------------------- | ------------------------------------------- |
| 190 | Ari Matilainen (AD)   | Finlandia        | Minnesota North Stars           | Porin Ässät (SM-liiga)                      |
| 191 | Paul Constantin (AS)  | Canada           | Vancouver Canucks               | Burlington Cougars (CJBHL)                  |
| 192 | Mark Sorensen (D)     | Canada           | Washington Capitals (da Quebec) | Michigan Wolverines (CCHA)                  |
| 193 | David Pancoe (D)      | Canada           | Pittsburgh Penguins             | Hamilton Steelhawks (OHL)                   |
| 194 | Paul Cain (C)         | Canada           | New York Rangers                | Cornwall Royals (OHL)                       |
| 195 | David Sacco (C)       | Stati Uniti      | Toronto Maple Leafs             | Medford High School (USHS-Massachusetts)    |
| 196 | Brad Hyatt (D)        | Canada           | Los Angeles Kings               | Windsor Spitfires (OHL)                     |
| 197 | Daniel Maurice (C)    | Canada           | Chicago Blackhawks              | Chic. Saguenéens (QMJHL)                    |
| 198 | Bret Hedican (D)      | Stati Uniti      | St. Louis Blues                 | North St. Paul High School (USHS-Minnesota) |
| 199 | Pavel Kostičkin (AD)  | Unione Sovietica | Winnipeg Jets                   | CSKA Mosca (URSS)                           |
| 200 | Wayde Bucsis (AS)     | Canada           | Hartford Whalers                | Prince Albert Raiders (WHL)                 |
| 201 | Bob Woods (D)         | Canada           | New Jersey Devils               | Brandon Wheat Kings (WHL)                   |
| 202 | Eric Fenton (AD)      | Stati Uniti      | New York Rangers (da Buffalo)   | North Yarmouth High School (USHS-Maine)     |
| 203 | Jeff Dandreta (AD)    | Stati Uniti      | Philadelphia Flyers             | Cushing Academy (USHS-Massachusetts)        |
| 204 | Claudio Scremin (D)   | Canada           | Washington Capitals             | Maine Black Bears (Hockey East)             |
| 205 | Jeffery Kampersal (D) | Stati Uniti      | New York Islanders              | St. John's Prep (USHS-Massachusetts)        |
| 206 | Glen Goodall (C)      | Canada           | Detroit Red Wings               | Seattle Thunderbirds (WHL)                  |
| 207 | Aleksandr Semak (C)   | Unione Sovietica | New Jersey Devils (da Boston)   | Dinamo Mosca (URSS)                         |
| 208 | Vladimir Zubkov (D)   | Unione Sovietica | Edmonton Oilers                 | CSKA Mosca (URSS)                           |
| 209 | Jurij Krivochiža (D)  | Unione Sovietica | Montreal Canadiens              | Dinamo Minsk (URSS)                         |
| 210 | Guy Darveau (D)       | Canada           | Calgary Flames                  | Victoriaville Tigres (QMJHL)                |

### Undicesimo giro
| #   | Giocatore             | Nazionalità      | Squadra NHL           | Squadra di provenienza                             |
| --- | --------------------- | ---------------- | --------------------- | -------------------------------------------------- |
| 211 | Grant Bischoff (AS)   | Stati Uniti      | Minnesota North Stars | Minnesota Gophers (WCHA)                           |
| 212 | Chris Wolanin (D)     | Stati Uniti      | Vancouver Canucks     | UIC Flames (NCAA)                                  |
| 213 | Aleksej Gusarov (D)   | Unione Sovietica | Quebec Nordiques      | CSKA Mosca (URSS)                                  |
| 214 | Cory Laylin (D)       | Stati Uniti      | Pittsburgh Penguins   | St. Cloud Apollo High School (USHS-Minnesota)      |
| 215 | Peter Fiorentino (D)  | Canada           | New York Rangers      | S.S. Marie Greyhounds (OHL)                        |
| 216 | Mike Gregorio (P)     | Stati Uniti      | Toronto Maple Leafs   | Cushing Academy (USHS-Massachusetts)               |
| 217 | Doug Laprade (AD)     | Canada           | Los Angeles Kings     | Lake Superior S. Lakers (CCHA)                     |
| 218 | Dirk Tenzer (D)       | Stati Uniti      | Chicago Blackhawks    | St. Paul's School (USHS-New Hampshire)             |
| 219 | Heath DeBoer (D)      | Stati Uniti      | St. Louis Blues       | Spring Park High School (USHS-Minnesota)           |
| 220 | Kevin Heise (AS)      | Canada           | Winnipeg Jets         | Lethbridge Hurricanes (WHL)                        |
| 221 | Rob White (D)         | Canada           | Hartford Whalers      | St. Lawrence Saints (ECAC)                         |
| 222 | Chuck Hughes (P)      | Stati Uniti      | New Jersey Devils     | Catholic Memorial High School (USHS-Massachusetts) |
| 223 | Tom Nieman (C)        | Stati Uniti      | Buffalo Sabres        | Choate Rosemary Hall (USHS-Connecticut)            |
| 224 | Scott Billey (AD)     | Stati Uniti      | Philadelphia Flyers   | Wisconsin Capitols (USHL)                          |
| 225 | Chris Venkus (AD)     | Stati Uniti      | Washington Capitals   | W. Michigan Broncos (CCHA)                         |
| 226 | Phil Neururer (D)     | Stati Uniti      | New York Islanders    | Osseo High School (USHS-Minnesota)                 |
| 227 | Darren Colbourne (AD) | Canada           | Detroit Red Wings     | Cornwall Royals (OHL)                              |
| 228 | Eric Reisman (D)      | Stati Uniti      | Boston Bruins         | Ohio State Buckeyes (CCHA)                         |
| 229 | Darin McDonald (AS)   | Canada           | Edmonton Oilers       | Boston U. Terriers (Hockey East)                   |
| 230 | Kevin Dahl (D)        | Unione Sovietica | Montreal Canadiens    | Bowling Green Falcons (CCHA)                       |
| 231 | Dave Tretowicz (D)    | Stati Uniti      | Calgary Flames        | Clarkson Golden Knights (ECAC)                     |

### Dodicesimo giro
| #   | Giocatore            | Nazionalità      | Squadra NHL           | Squadra di provenienza                   |
| --- | -------------------- | ---------------- | --------------------- | ---------------------------------------- |
| 232 | Trent Andison (AS)   | Stati Uniti      | Minnesota North Stars | Cornell Big Red (ECAC)                   |
| 233 | Stefan Nilsson (C)   | Svezia           | Vancouver Canucks     | Luleå (Elitserien)                       |
| 234 | Claude Lapointe (C)  | Canada           | Quebec Nordiques      | Laval Titan (QMJHL)                      |
| 235 | Darren Stolk (D)     | Canada           | Pittsburgh Penguins   | Lethbridge Hurricanes (WHL)              |
| 236 | Keith Slifstein (D)  | Stati Uniti      | New York Rangers      | Choate Rosemary Hall (USHS-Connecticut)  |
| 237 | Peter DeBoer (AD)    | Canada           | Toronto Maple Leafs   | Windsor Spitfires (OHL)                  |
| 238 | Joe Flanagan (C)     | Stati Uniti      | Los Angeles Kings     | Canterbury School (USHS-Connecticut)     |
| 239 | Andreas Lupzig (C)   | Germania Ovest   | Chicago Blackhawks    | EV Landshut (Bundesliga)                 |
| 240 | Mike Francis (P)     | Stati Uniti      | St. Louis Blues       | Harvard Crimson (ECAC)                   |
| 241 | Kyle Galloway (D)    | Canada           | Winnipeg Jets         | University of Manitoba (CIAU)            |
| 242 | Dan Slatalla (C)     | Stati Uniti      | Hartford Whalers      | Deerfield Academy (USHS-Massachusetts)   |
| 243 | Michael Pohl (C)     | Germania Ovest   | New Jersey Devils     | SB Rosenheim (Bundesliga)                |
| 244 | Bobby Wallwork (AS)  | Stati Uniti      | Buffalo Sabres        | Miami RedHawks (CCHA)                    |
| 245 | Drahomír Kadlec (D)  | Cecoslovacchia   | Philadelphia Flyers   | Dukla Jihlava (Extraliga)                |
| 246 | Ron Pascucci (D)     | Stati Uniti      | Washington Capitals   | Belmont Hill School (USHS-Massachusetts) |
| 247 | Joe Capprini (P)     | Stati Uniti      | New York Islanders    | Babson Beavers (ECAC)                    |
| 248 | Don Stone (C)        | Stati Uniti      | Detroit Red Wings     | Michigan Wolverines (CCHA)               |
| 249 | Doug Jones (D)       | Canada           | Boston Bruins         | Kitchener Rangers (OHL)                  |
| 250 | Tim Tisdale (C)      | Canada           | Edmonton Oilers       | Swift Current Broncos (WHL)              |
| 251 | Dave Kunda (D)       | Canada           | Montreal Canadiens    | University of Guelph (CIAU)              |
| 252 | Sergej Prjachin (AD) | Unione Sovietica | Calgary Flames        | Kryl'ja Sovetov (URSS)                   |

## Selezioni classificate per nazionalità
| Pos. | Paese            | Selezioni |
|      | Nord America     | 213       |
| ---- | ---------------- | --------- |
| 1    | Canada           | 129       |
| 2    | Stati Uniti      | 84        |
|      | Europa           | 39        |
| 3    | Svezia           | 14        |
| 4    | Unione Sovietica | 11        |
| 5    | Finlandia        | 7         |
| 6    | Cecoslovacchia   | 5         |
| 7    | Germania Ovest   | 2         |